# ウーノ・クラミ
ウーノ・クラミ（Uuno Klami、1900年9月20日 - 1961年5月29日）は、フィンランドの作曲家である。彼は、カレリア地方の豊かな音楽的伝統と、フランス印象主義、新古典主義、そしてストラヴィンスキーやラヴェルといった同時代の作曲家の影響を融合させた独自のスタイルを確立したことで知られる。

## 生涯
ウーノ・クラミは、1900年9月20日、フィンランド南東部のヴィロラハティに生まれた。幼少期より音楽に才能を示し、ヘルシンキ音楽院（現シベリウス音楽院）でエリッキ・メラルティンに作曲を師事した。その後、パリに留学し、ミヨーやラヴェルといった当時の最先端の作曲家から大きな影響を受けた。このパリでの経験は、彼の音楽語法に洗練されたオーケストレーションと色彩感をもたらした。
フィンランド帰国後、彼はフィンランド音楽界において独自の地位を確立した。特に、カレリア地方の民謡や叙事詩『カレワラ』から着想を得た作品は、フィンランドの国民的アイデンティティを表現する上で重要な役割を果たした。しかし、彼の音楽は、シベリウスの圧倒的な存在感のために、国際的な注目を浴びる機会が限られていたという側面もある。
クラミは、フィンランド放送交響楽団の指揮者としても活躍し、フィンランドにおける現代音楽の普及に貢献した。1961年5月29日、彼はフィンランドのヘルシンキで死去した。享年60。

## 主要作品
クラミの作品は、その多様性と、フィンランドの自然や文化への深い愛情が反映されていることで特徴づけられる。

### 管弦楽曲
- 『カレリア組曲』 Op. 15 (1927)
  - カレリア地方の民俗音楽に基づいた、彼の最もよく知られた作品の一つである。活気に満ちたリズムと色彩豊かなオーケストレーションが特徴である。
- 『チェルノブイリ交響曲』 (1930)
  - 大規模な管弦楽作品であり、彼の初期の成熟した作品の一つと見なされている。
- 『海の絵』 (1930-1932)
  - バルト海の風景からインスピレーションを得た連作である。印象主義的な要素とフィンランド的な叙情性が融合している。
- 『交響曲第2番』 (1945)
  - より構造的に複雑な作品であり、彼の音楽的発展を示すものである。

### 協奏曲
- 『ピアノ協奏曲第1番』 (1925)
- 『ヴァイオリン協奏曲』 (1943)
- 『チェロ協奏曲』 (1954)

### 舞台作品
- バレエ音楽『ポホヨラの娘』 (1940)
  - フィンランドの叙事詩『カレワラ』に基づいている。

## 音楽的特徴
クラミの音楽は、しばしば「フィンランドのストラヴィンスキー」と形容されることがある。これは、彼がリズムへの強い関心と、民族音楽の要素を現代的な語法に統合する能力を持っていたことによる。彼は、フランス印象主義の洗練された和声とオーケストレーションを取り入れつつも、フィンランドのメロディと叙情性を保ち続けた。その結果、彼の音楽は、色彩豊かでリズミカルでありながら、どこか物悲しさや郷愁を帯びた独特の響きを持っている。
彼はまた、ジャズの要素を自身の音楽に取り入れることにも関心を示し、その一部の作品にはジャズのリズムやハーモニーがみられる。これは、当時のフィンランドの作曲家としては珍しい試みであった。

## 評価と影響
ウーノ・クラミは、フィンランド音楽史において重要な位置を占める作曲家である。シベリウスの影に隠れがちではあったが、彼はフィンランド音楽の多様性を広げ、新たな可能性を探求した。特に、カレリア地方の音楽遺産と国際的な現代音楽の潮流を融合させた彼の功績は大きい。彼の作品は、現在でもフィンランド国内で頻繁に演奏され、国際的にも再評価が進んでいる。

## 参考書籍
- Finnish Music Information Centre. (n.d.). Uuno Klami. Retrieved from https://core.musicfinland.fi/composers/uuno-klami
- Opus 3 Artists. (n.d.). Uuno Klami. Retrieved from https://opus3artists.com/artists/uuno-klami
- Kimmo Korhonen. (2007). Inventing Finnish Music: Historical and Analytical Perspectives on Finnish Music. Routledge. (ISBN: 978-0415957861)